# Chùy hoa leo
Chùy hoa leo hay lá men Tam Đảo (danh pháp: Mosla tamdaoensis) là một loài thực vật có hoa trong họ Hoa môi. Loài này được Phuong mô tả khoa học đầu tiên năm 1982.